# Carausius bracatus
Carausius bracatus är en insektsart som beskrevs av Rehn, J.A.G. 1904. Carausius bracatus ingår i släktet Carausius och familjen Phasmatidae. Inga underarter finns listade.